# ソユルガトミシュ (ウイグル人)
ソユルガトミシュ（モンゴル語: Soyurgatmiš、? - 1321年）は、モンゴル帝国に仕えたウイグル人の一人。『元史』における漢字表記は鎖咬児哈的迷失(suǒyǎoérhādemíshī)。

## 概要
ソユルガトミシュは初期のモンゴル帝国に仕えたウイグル人の一人のタブンの息子のアルキシュ・テムルの孫のデルヴィシュの息子で、12歳よりシデバラ（後の英宗ゲゲーン・カアン）の親衛隊（ケシクテイ）に仕えていた。ゲゲーン・カアンが即位すると監察御史の地位を授けられている。
1321年（至治元年）春には寿安山に寺院の建設が始まったが、ソユルガトミシュ・御史の観音保・成珪・李謙亨らはこれを民に負担を強いるものであるとして批判した。この頃、皇太后ダギの信任を得たテムデルが事実上朝政を牛耳っていたが、テムデルの息子のソナムは密かにゲゲーン・カアンにソユルガトミシュがケシクの旧臣ながら不敬であると述べ、これによってソユルガトミシュ・観音保・成珪・李謙亨らは処刑とされた。
ゲゲーン・カアンが南坡の変によって暗殺され、イェスン・テムル・カアン（泰定帝）が即位すると、ソユルガトミシュの名誉回復がなされて資徳大夫・御史中丞・上護軍の地位が追贈された。